# Missouri Valley League
La Missouri Valley League fu una lega minore del baseball USA che operò fra il 1902 e il 1904.

## 1902
Aderirono squadre a Nevada, Springfield, Fort Scott, Sedalia, Joplin, Coffeyville, Jefferson City e Iola, che formarono la nuova associazione.
La squadra di Coffeyville, che aveva un record di 9-30, si trasferì il 23 giugno a Chanute, dove conseguì un 23-51.
| Squadra                            | Record |
| Nevada Lunatics                    | 86-38  |
| Springfield Reds                   | 83-40  |
| Fort Scott Giants                  | 80-44  |
| Sedalia Gold Bugs                  | 72-48  |
| Joplin Miners                      | 56-66  |
| Coffeyville Indians/Chanute Oilers | 41-81  |
| Jefferson City Convicts            | 40-85  |
| Iola Gasbags                       | 34-90  |

## 1903
lasciarono le squadre di Chanute e Jefferson City, mentre ne arrivarono da Leavenworth e Pittsburg.  A luglio la squadra di Nevada passa a Webb City (Missouri). Leavenworth e Webb City falliscono a metà luglio.
| Sedalia Gold Bugs                  | 86-47 |
| Springfield Midgets                | 82-48 |
| Iola Gaslighters                   | 79-52 |
| Joplin Miners                      | 69-62 |
| Fort Scott Giants                  | 71-64 |
| Pittsburg Coal Diggers             | 39-95 |
| Nevada Lunatics/Webb City Goldbugs | 21-43 |
| Leavenworth White Sox              | 15-50 |

## 1904
Nuove squadre a Leavenworth e Topeka.
| Iola Gasbags           | 83-41 |
| Springfield Midgets    | 77-46 |
| Joplin Miners          | 77-49 |
| Sedalia Gold Bugs      | 71-53 |
| Pittsburg Coal Diggers | 57-64 |
| Leavenworth Orioles    | 48-74 |
| Topeka Saints          | 45-78 |
| Fort Scott Giants      | 36-89 |

A fine anno la lega fallì e molte formazioni si trasferirono alla Western Association.